# 波波 (伊利諾伊州)
波波（英語：Paw Paw）是位於美國伊利諾伊州李縣的一個村落。

## 地理
波波的座標為41°41′16″N 88°58′57″W / 41.68778°N 88.98250°W，而該地最高點為海拔高度283米（即928英尺）。

## 人口
根據2010年美國人口普查的數據，波波的面積為1.52平方千米，當中陸地面積為1.52平方千米，而水域面積為0.00平方千米。當地共有人口870人，而人口密度為每平方千米572人。